# Вислік Великий
Вислік Великий (пол. Wisłok Wielki) — лемківське село в Польщі, у гміні Команча Сяноцького повіту Підкарпатського воєводства. Знаходиться на західному боці пасма Буковиці на річці Вислік.
Населення — 248 осіб (2011).
Вислік Великий був одним з культурних та політичних осередків українського національного руху на Лемківщині.
Нині село складається з колишніх двох сіл, а тепер — двох частин — Вислік Горішній і Вислік Долішній (Нижній), кожна з яких мало власну церкву та власну греко-католицьку парафію, метричні книги велися з 1784 р.

## Історія
Першу згадку про Вислік Великий знаходимо в документі другої половини XIV століття, а саме 25 червня 1361 року, коли король Казимир ІІІ передав братам Петрові й Павлові Балям села Вислок, Радошиці, Збоїська, Согорів Горішній, Юрівці, Дидня, Темешів тощо, які разом з іншими територіями Підкарпатської Русі знаходились у володінні цього угорського шляхетського роду.
З 1340 до 1772 року село входило до складу Сяноцької землі Руського воєводства Речі Посполитої. З 1772 до 1918 року — у межах Сяніцького повіту Королівства Галичини та Володимирії монархії Габсбургів (з 1867 року Австро-Угорщини). З 1919 до 1939 років — Сяніцький повіт Львівського воєводства Польської Республіки (у 1934–1939  належало до гміни Буківсько).
У 1539 році село знаходилось у власності Миколая Гербурта Одновського.
10 травня 1648 року мешканці села, разом із загонами військ Богдана Хмельницького, здобули замкок у містечку  Новотанець,  що було населено полонізованими нащадками німецьких колоністів із Сілезії.
У кінці XIX століття землі Висліка Великого були розділені на три частини, перша з них була у власності Юзефа Гантля, друга — біохіміка Юзефа Геллера, третя — Фелікса Ґнєвоша.
У 1898 році Вислік Великий займав площу 46,28 км², нараховував 364 господарства та 2146 мешканців, з них 1289 проживало у Висліку Долішньому, а 857 осіб — у Висліку Горішньому. Ще одна частина села, хутір Потошня з панським двором, займав 13,86 км² землі і налічував 15 мешканців.
У 1900 році в селі проживало 2271 особа, а уся його територія займала 4628 га землі.
4 листопада 1918 року утворено Українську Національну Раду з осідком у Вислоці Великому (Вижньому) і проголошено створення «Східно-Лемківської Республіки», також відомої в українській та польській історіографії як «Команчанська» або «Команецька Республіка», адже саме у селі Команчі знаходився головний оборонний штаб.
Селяни були свідомими українцями і у міжвоєнний період відкрили читальню «Просвіти».
В 1939 р. в обох Вислоках було переважно лемківське населення: з 3040 жителів двох сіл — 2930 українців-грекокатоликів, 15 українців-римокатоликів (латинників), 25 поляків, 40 євреїв і 30 циган.
У вересні 1944 року під час Карпатсько-Дукельської військової операції у селі базувалась німецька 96 піхотна дивізія, яка обороняла позиції від наступу зі сходу радянського 67 корпусу піхоти і 107 піхотної дивізії.
Після депортацій українського населення 1944–1946 років та операції «Вісли» у 1947 Великий Вислік був заселений польськими осадниками.
У 1975–1998 роках село належало до Кросненського воєводства.

### Команчанська Республіка
Вислік Великий був столицею Команчанської Республіки. 3 листопада 1918 року місцевий парох села о. Пантелеймон Шпилька отримав прокламацію про проголошення ЗУНР. Разом з парохом села Вислік Нижній о. Михайлом Теслею і учителем Грицем Судомором вони вирішили скликати наступного дня селянське віче у місцевій школі. 4 листопада до школи прибуло 70 делегатів із 33 довколишніх сіл, де за підсумками зборів було проголошено створення Східно-Лемківської Республіки та Повітову Українську Національну Раду з осідком у Вислоці Великому.
У грудні 1918 року на черговій нараді уповноважених прийнято ухвалу про приєднання Команчанської Республіку до складу ЗУНР. 23 січня 1919 року великий загін польського війська напав на Вислік Великий та Команчу, після чого опір було зломлено, а Республіка припинила своє існування.

## Церква
Найстарша парафія була заснована у Висліку Горішньому, тоді як у Висліку Долішньому — у 1752 році. Першим покровителем парафії у Висліку Долішньому був польський шляхтич Юзеф Оссолінський з Буківська.
Церква св. Онуфрія у Висліку Долішньому побудована у 1853 році, а у Висліку Горішньому — у 1876 році, на місці якої тепер знаходиться польська школа.
Дерев'яна греко-католицька церква св. Онуфрія і мурована дзвіниця побудована у 1850–1853 роках у типовому лемківському стилі ославського типу. Була посвячена у 1854  [Архівовано 8 серпня 2016 у Wayback Machine.].
У 1902 році церква була ремонтована і оригінальне гонтове покриття було замінено на бляху. Після Другої світової війни і депортації українців будівля використовується як римо-католицький костел.
У 1969 році церква була відновлена, а у 2002 році після капітального ремонту її було повернуто первинний вигляд та ґонтове покриття.

## Видатні особи
- народився Дмитро Блажейовський (1910—2011) — український греко-католицький священник, історик, митець (автор вишиваних ікон)
- о. Пантелеймон Шпилька (1883—1950) — український греко-католицький священник, парох греко-католицької парафії у Висліку Великому, провідник Команчанської (Східно-Лемківської) Республіки.

## Демографія
Демографічна структура станом на 31 березня 2011 року:
|          | Загалом | Допрацездатний вік | Працездатний вік | Постпрацездатний вік |
| -------- | ------- | ------------------ | ---------------- | -------------------- |
| Чоловіки | 135     | 15                 | 105              | 15                   |
| Жінки    | 113     | 30                 | 67               | 16                   |
| Разом    | 248     | 45                 | 172              | 31                   |